# مبادرة القادة الأفارقة الشباب
مبادرة القادة الأفارقة الشباب (يالي) (بالإنجليزية: Young African Leaders Initiative)‏ هي مبادرة اطلقتها وزارة الخارجية الأمريكية في عام 2010 من قبل الرئيس باراك أوباما، وبرنامج يالي هو برنامج يهدف لتثقيف وتواصل القادة الأفارقة الشباب من خلال أنشطة تشمل الزمالة للدراسة في الولايات المتحدة لمدة ستة أسابيع، ومتابعة الموارد، وبرامج تبادل الطلاب.
في العام 2014 تم توسيع البرنامج ليشمل أربعة «مراكز قيادة» إقليمية في غانا وكينيا والسنغال وجنوب أفريقيا.
مع توسع البرنامج بعد سنتين من التأسيس شارك 500 شاب أفريقي في البرنامج وسافروا للولايات المتحدة في 16 يونيو 2014.
البرنامج فيه أنشطة ومشاريع مختلفة لدعم الشباب الأفارقة في بلدانهم خصوصا بعد تدريبهم على المستوى الأفريقي داخل القارة أو في الولايات المتحدة الأمريكية.
ومن أهم برامج التدريب منحة زمالة مانديلا، وهي منحة للدراسة لاكثر من شهر بعدد من الجامعات والمعاهد والاكاديميات الأمريكية، في 2017 شارك أكثر من 500 شاب أفريقي في المنحة سافروا للولايات المتحدة.
في 2018 سيتم تدريب 700 شاب من أفريقيا والتقديم سيكون مفتوح لكل الشباب الذين يعملون على مستوى مجتمعاتهم المحلية ويدعمون قضايا مناطقهم على جميع المستويات وفي كل تخصصاتهم (التعليم، الصحة ومكافحة الأمراض، الثقافة والفنون، حقوق الإنسان، ...الخ).

## وصلات خارجية
- الموقع الرسمي للمبادرة